# Palais Deutsch-Lewy

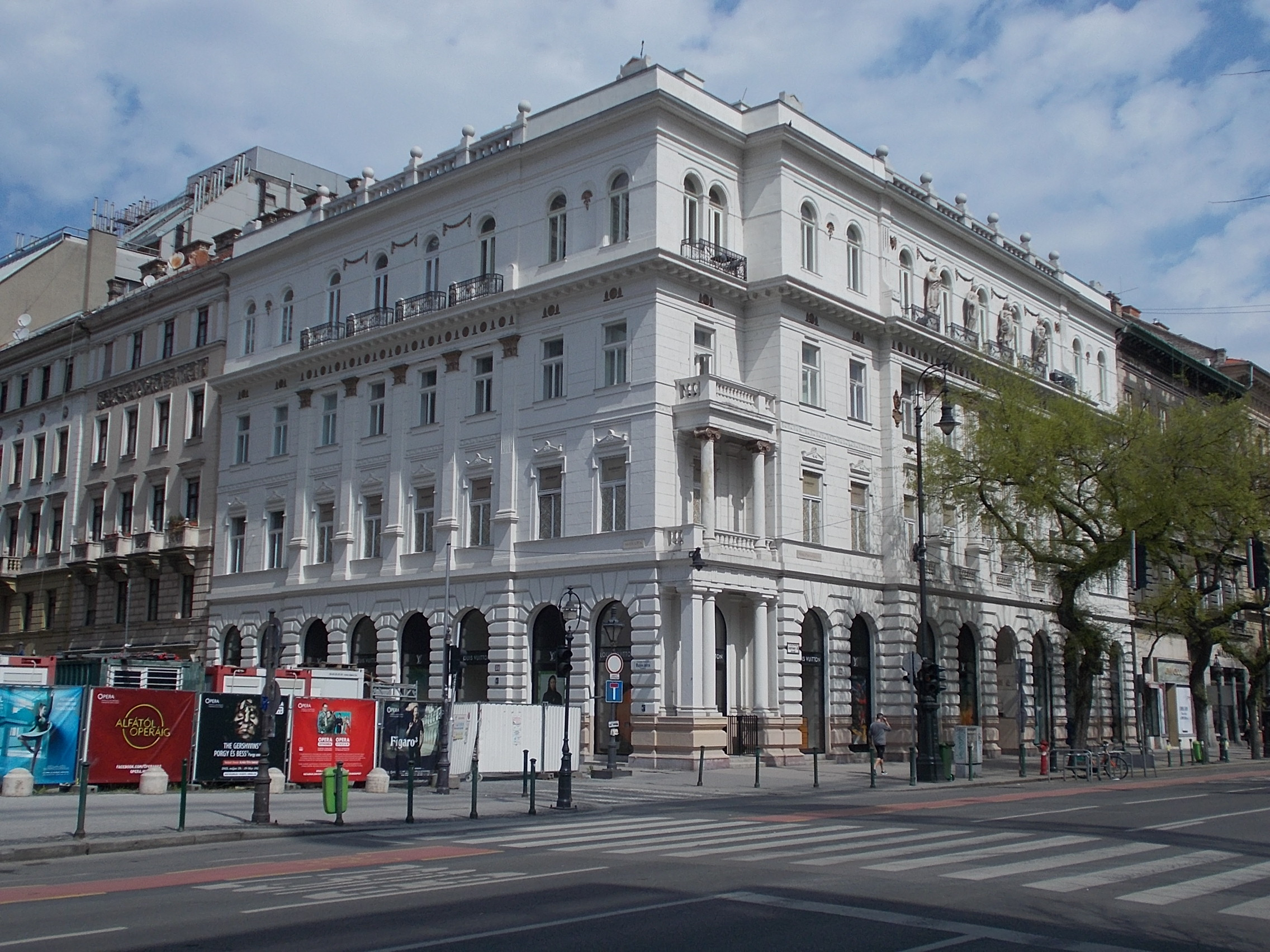
Palais Deutsch-Lewy, 2021

Das Palais Deutsch-Lewy (ungarisch Deutsch-Lewy palota) ist ein denkmalgeschütztes Palais im ersten Abschnitt der Andrássy út Nr. 24 in unmittelbarer Nähe zur Staatsoper im VI. Budapester Bezirk (Terézváros) in Budapest. Das Bauwerk zählt zusammen mit der Andrássy út zum UNESCO-Weltkulturerbe.

## Geschichte
An der Stelle eines eingeschossigen Hauses ließen der Kaufmann Samu Deutsch und sein Bruder Jakab Deutsch im Jahr 1875 ein Palais im eklektizistischen Stil nach Plänen von Vilmos Freund errichten. Das Palais kaufte 1895 der in Wien lebende Lederwarenhändler Henrik Lewy. Lewy ließ das Gebäude im Folgejahr nach Plänen von Flóris Korb und Kálmán Giergl von Grund auf renovieren. Im Jahr 1888 entstand im Erdgeschoss das berühmte Opera Kávéház (deutsch Opern-Kaffeehaus), das bis 1950 bestand. Nach der Enteignung nutzte das nahegelegene Staatliche Ballettinstitut die Räume des ehemaligen Kaffeehauses als Proberaum. Im Jahr 1977 wurde das Gebäude zum Haus der rumänischen Kultur. Nach der Wende kaufte 1992 das Goethe-Institut das Palais und eröffnete 1998 hier das Café Eckermann, das jedoch mit dem Umzug des Instituts 2007 geschlossen wurde.

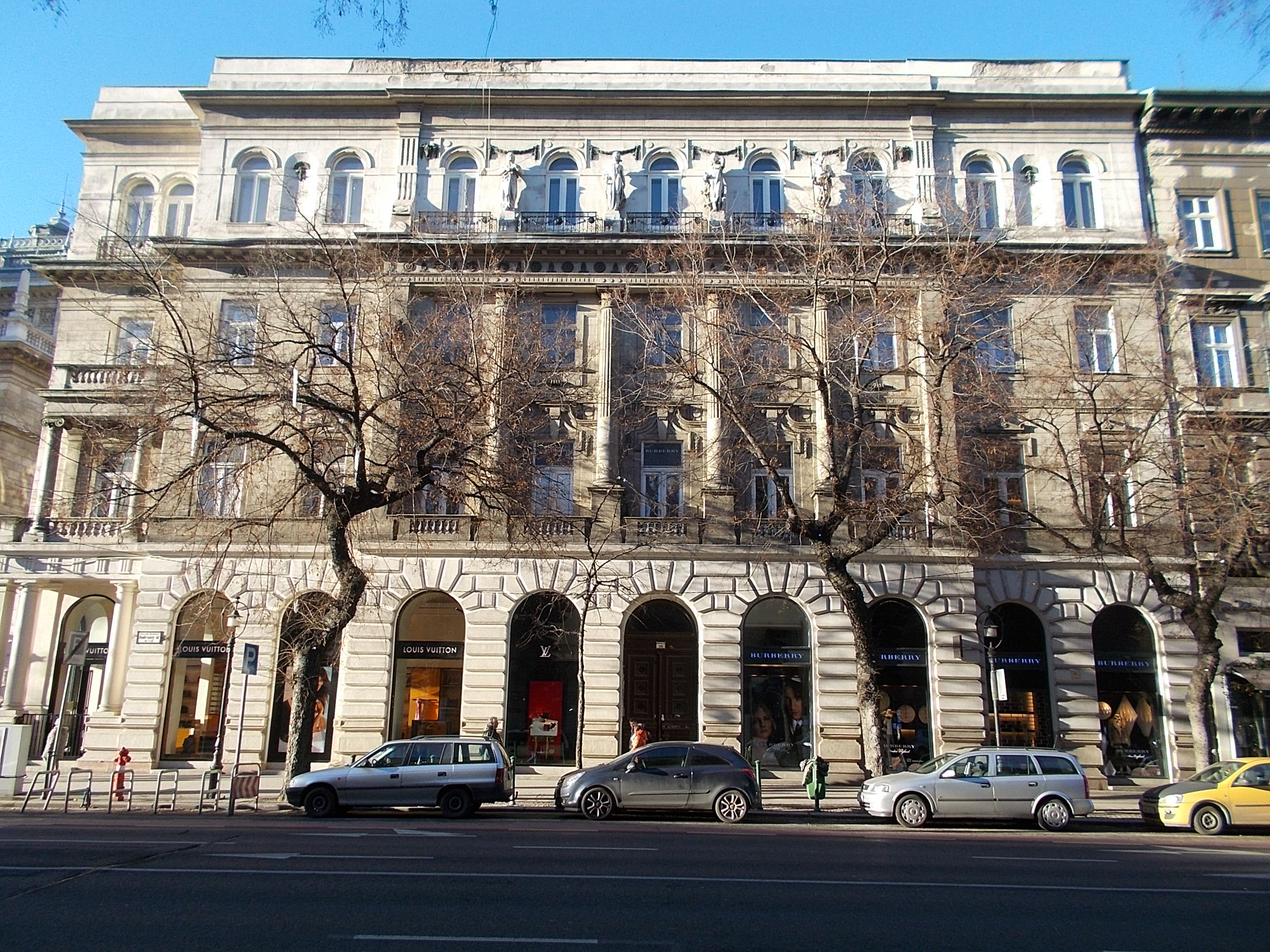
Ansicht von der Andrássy út
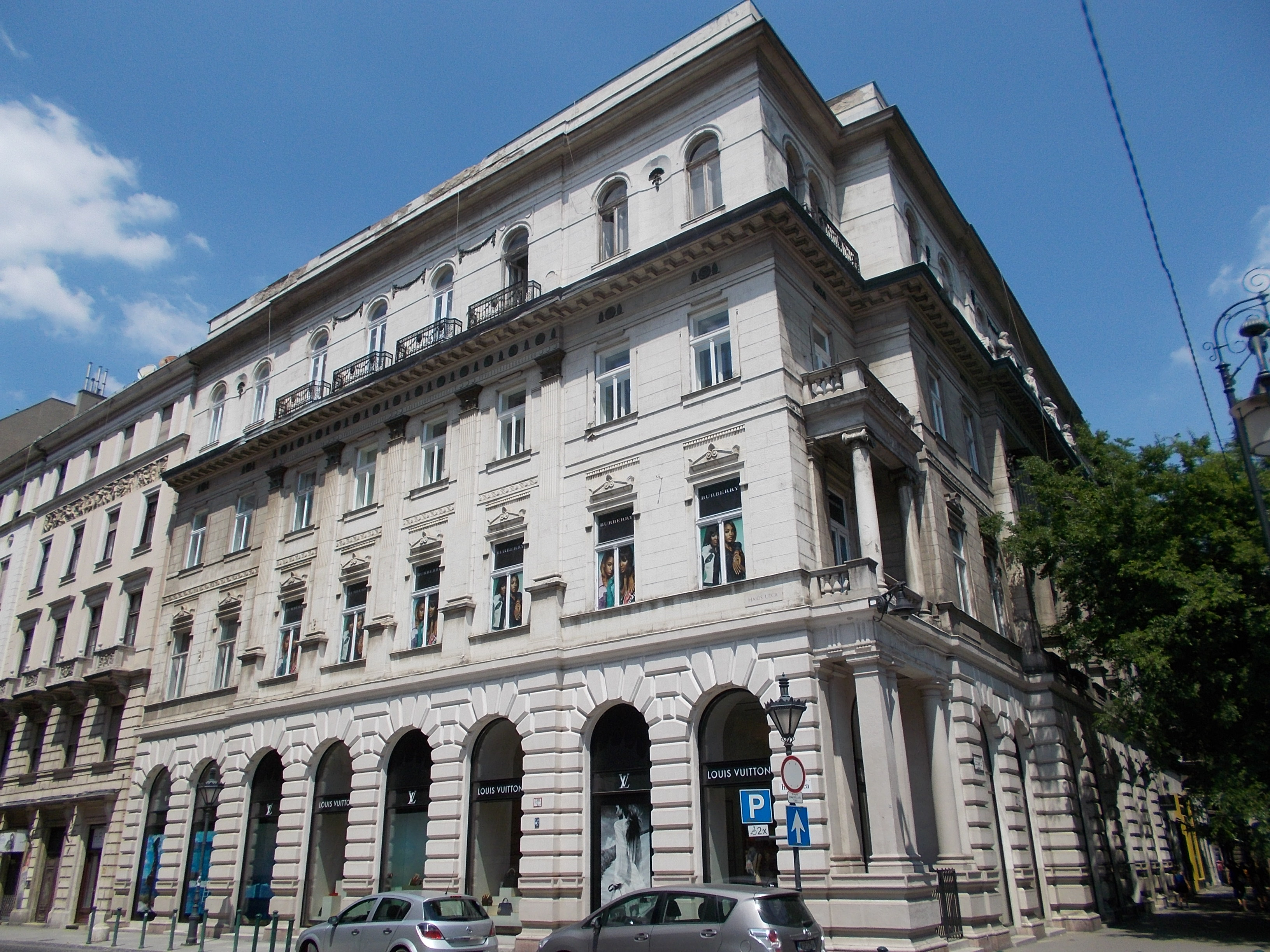
Seitenansicht
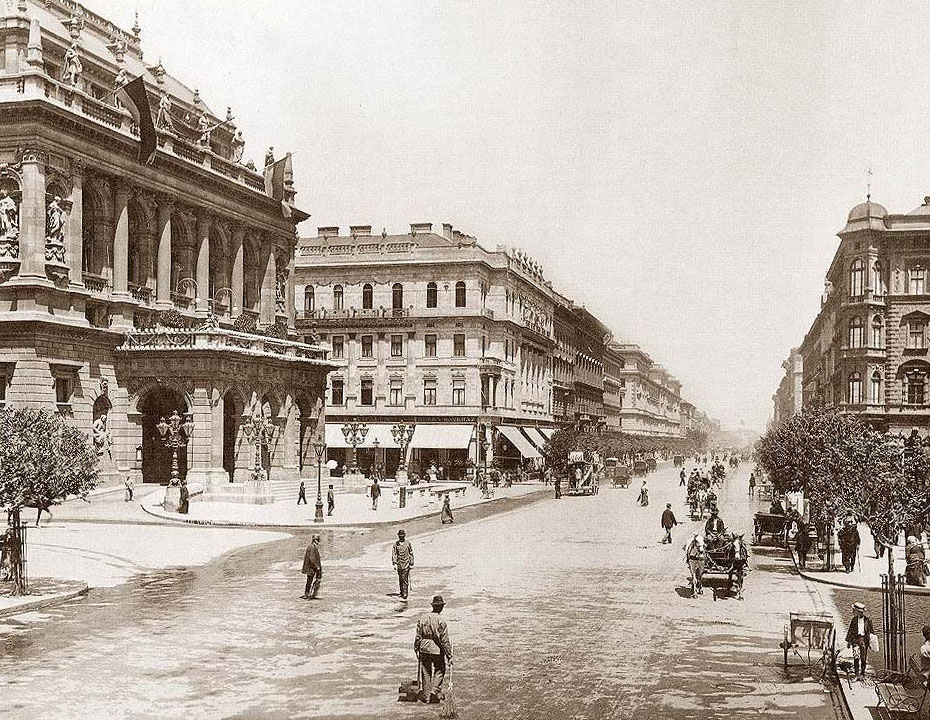
Das Palais (Mitte) mit Staatsoper (links) im Jahr 1896